# Maximilian Ihm
Maximilian Ihm (Krotoszyn, 25 de dezembro de 1863 – Halle an der Saale, 24 de abril de 1909) foi um filólogo clássico alemão.
Max Ihm estudou filologia clássica a partir de 1883 em Halle em Bonn, onde foi aluno de Franz Bücheler, onde obteve um doutorado em 1889.

## Obras
- Pelagonii artis veterinariae quae extant. Teubner, Leipzig 1892.
- Damasi epigrammata. Teubner, Leipzig 1895.
- Römische Culturbilder. Naumann, Leipzig 1898.
- C. Suetoni Tranquilli opera. Vol. 1. De vita Caesarum libri VIII. Teubner, Leipzig 1907. Editio minor 1908.
- Palaeographia Latina. Teubner, Leipzig 1909.